# Acronicta postgrisea
Acronicta postgrisea là một loài bướm đêm trong họ Noctuidae.